# Missão Cluster

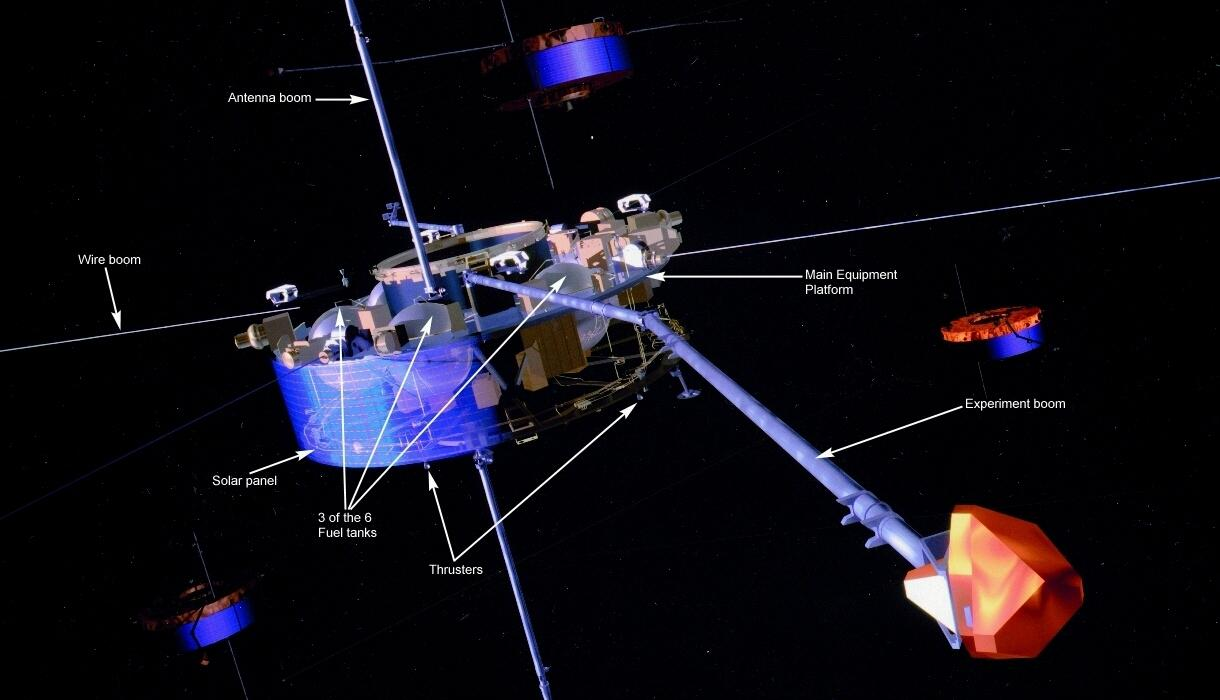
Simulação tridimensional da Missão Cluster

Cluster é uma missão da Agência Espacial Européia (ESA) que usa quatro satélites para estudar as interações entre o vento solar e a magnetosfera terrestre. Após a destruição dos satélites durante a falha do voo inaugural Ariane 5 em 1996, os satélites foram reconstruídos de forma idêntica e lançados em 2000. A missão, que duraria dois anos, foi prolongada por vários anos.
Os quatro satélites idênticos, pesando aproximadamente 1 200 kg, em formação piramidal em uma órbita alta polar altamente elíptica, o que permite estudar em três dimensões os fenômenos físicos complexos que ocorrem nas regiões localizadas no topo da magnetosfera em que o vento solar confina. Cada satélite carrega onze instrumentos, incluindo um magnetômetro, um instrumento para medir o campo elétrico, cinco instrumentos para medir ondas e três instrumentos para medir partículas.
A missão, juntamente com o SoHO, que se dedica ao estudo do vento solar e do Sol , é um dos quatro pilares do programa científico Horizon 2000 da Agência Espacial Europeia.

## Objetivos
O objetivo da missão é o estudo de processos físicos envolvidos na interação entre o vento solar e a magnetosfera através de observações de regiões como a magnetopausa e a zona de choque em arco

## História
Foi proposta inicialmente em novembro de 1982 em resposta à requisição da ESA para a próxima geração de missões espaciais.
Em 4 de junho de 1996 foi realizado o lançamento da missão em Kourou por um foguete Ariane-501. O lançador apresentou falhas e a missão não obteve êxito.
A ESA decidiu construir um quinto satélite, denominado 'Phoenix', idêntico aos anteriores. Na metade de 1997 a espaçonave estava integrada e testada. Para que os objetivos da missão fossem atingidos, mais três satélites foram construídos.
Em 2000 a missão, agora denominada Cluster II, foi lançada por um foguete russo Soyuz.
Alguns instrumentos sobressalentes foram utilizados na missão Double Star, primeira exploração espacial com finalidade científica da China.

## Espaçonave

### Características Principais
A espaçonave possui as seguintes características principaisː
- Diâmetro: 2,9 m
- Altura: 1,3 m
- Massa Total: 1 200 kg
- Massa de combustível: 650 kg
- Massa da carga paga: 71 kg
- Potência dos paineis solares: 224 W
- Velocidade Angular: 15 rpm
- Vida útil operacional: 27 meses (nominal)

### Instrumentos
Cada uma das naves espaciais possui 11 instrumentos, os quais estão listados na tabela abaixo.
| Acrônimo | Instrumento (em Inglês)                                                  | Medida                                                                                       |
| -------- | ------------------------------------------------------------------------ | -------------------------------------------------------------------------------------------- |
| ASPOC    | Active Spacecraft Potential Control experiment                           | Regulação de cargas elétricas positivas                                                      |
| CIS      | Cluster Ion Spectroscopy experiment                                      | Análise da composição, massa e distribuição de íons na magnetosfera e no vento solar         |
| DWP      | Digital Wave Processing instrument                                       | Processamento de dados                                                                       |
| EDI      | Electron Drift Instrument                                                | Medição do campo elétrico e magnético                                                        |
| EFW      | Electric Field and Wave experiment                                       | Magnitude e direção do campo elétrico                                                        |
| FGM      | Fluxgate Magnetometer                                                    | Magnitude e direção do campo magnético                                                       |
| PEACE    | Plasma Electron and Current Experiment                                   | Análise do número, direção e velocidade de elétrons de baixa e média energia na magnetosfera |
| RAPID    | Research with Adaptive Particle Imaging Detectors                        | Detecção de íons e elétrons de alta energia                                                  |
| STAFF    | Spatio-Temporal Analysis of Field Fluctuation experiment                 | Análise de variações do campo magnético                                                      |
| WBD      | Wide Band Data receiver                                                  | Medição do campo elétrico e magnético em determinadas frequências                            |
| WHISPER  | Waves of High Frequency and Sounder for Probing of Density by Relaxation | Concentração de partículas carregadas                                                        |

## Lista Parcial de Resultados
A missão forneceu dados inéditos para a investigação de fenômenos como as auroras, a reconexão magnética e a origem de partículas
de alta energia presentes na magnestosfera. A lista abaixo contém, em ordem cronológica, alguns resultados obtidos com os dados da missão Cluster.
2001
- 11 de Dezembro: Investigação de regiões escuras presentes nas auroras.

2002
- 1 de Outubro: Visão Telescópica/Microscópica de uma subtempestade.

- 29 de Dezembro: Verificação do afinamento da lâmina de corrente na magnetosfera.

2003
- 29 de Janeiro: Bifurcação da lâmina de corrente da magnetocauda.

- 20 de Maio: Verificação da relação entre a aurora de prótons e a reconexão magnética.

- 29 de Junho: Observações multiponto da reconexão magnética.

2004
- 5 de Abril: Estimativa da espessura da zona de choque em arco.

- 13 de Maio: Detecção de uma tríplice cúspide polar como consequência de uma sequência temporal.

- 23 de Junho: Relação entre as oscilações das lâminas de plasma e as subtempestades.

- 12 de Agosto: Detecção de vórtices de gás na magnetopausa devido à instabilidade de Kelvin-Helmholtz.

- 17 de Setembro: Identificada a plasmapausa como fonte de radiação contínua não-termal através de triangulação.

- 25 de Novembro: Observações quadriponto das descontinuidades direcionais do vento solar.

- 13 de Dezembro: Escala espacial de fluxos de alta velocidade na lâmina de plasma.

2005
- 4 de Fevereiro: Observação da topologia do campo magnético de da reconexão magnética na magnetopausa em três dimensões.

- 28 de Abril: Investigação da entrada de vento solar na magnetocauda na presença de campo magnético interplanetário orientado

para o norte através da comparação entre simulação da magnetosfera terrestre e dados das naves Cluster.
- 28 de Julho: Primeiras medições da corrente de anel através da aquisição de dados das quatro espaçonaves simultâneamente.

- 11 de Agosto: Identificação de microvórtices na cúspide polar norte.

- 21 de Setembro: Primeiras evidências de rachaduras em uma estrela de nêutrons através de dados da missão Cluster e do satélite TC-2

da missão Double Star.
- 22 de Dezembro: Hipótese de aceleração de elétrons do cinturão de Van Allen através de ondas de baixa frequência.

2006
- 11 de Janeiro: Detectada região de reconexão magnética com mais de 2,5 milhões de quilômetros.

- 24 de Fevereiro: Identificação de propriedades tridimensionais da turbulância magnética presente na magnetobainha.

- 30 de Março: Detecção de oscilações na lâmina neutra com mais de 30 000 km de extensão através dos instrumentos de cinco satélites,

sendo 4 da missão Cluster e 1 da missão Double Star.
- 19 de Maio: Novas propriedades microscópicas da reconexão magnética nas regiões de difusão de elétrons.

- 20 de Junho: Lacunas de densidade de íons e lacunas magnéticas observadas no vento solar através dos quatro satélites da missão Cluster

e do satélite TC-1 da missão Double Star.
- 18 de Julho: Medição tridimensional do centro de uma reconexão magnética.

- 24 de Agosto: Observação da relação entre subtempestades magnéticas e fluxos de plasma de alta velocidade.

- 3 de Outubro: Observação, juntamente com o satélite TC-1 da missão Double Star, de reconexões magnéticas na magnetopausa, gerando

eventos de transferência de fluxo.
- 13 de Novembro: Investigadas propriedades de estruturas de grande, médio e pequeno porte nas regiões exteriores da plasmasfera.

- 6 de Dezembro: Reconexões magnéticas reveladas dentro de vórtices de plasma na magnetosfera.

- 29 de Dezembro: Milésima órbita da missão Cluster.

2007
- 09 de Fevereiro: Determinação do formato do campo elétrico nas regiões de aurora através de medições de concentração de plasma.

- 26 de Março: Evidências experimentais de reconexão magnética em plasma turbulento.

- 12 de Abril: Modelo proposto para explicação de subtempestades magnéticas com base nos dados coletados pela missão Cluster.

- 11 de Maio: Natureza dinâmica da zona de choque em arco revelada através de medições de campo magnético, campo elétrico e distribuição de íons.

- 29 de Junho: Testes de resultados teóricos sobre reconexões magnéticas através de medidas tridimensionais.

- 26 de Julho: Participação na coleta de dados para investigação da origem de ondas de ultra baixa frequência.

- 11 de Setembro: Medições simultâneas de subtempestades pelos quatro satélites da missão Cluster e por duas espaçonaves da missão Double Star.

- 22 de Outubro: Mapeamento de células de convecção de plasma sobre as calotas polares.

- 9 de Novembro: Utilização de medições de campo elétrico para comprovação da lei de Ohm generalizada.

- 21 de Novembro: Captura do impacto de Ejeções de massa coronal na magnetosfera.

- 6 de Dezembro: Identificação de dois feixes de íons simultâneos na magnetocauda.

2008
- 23 de Janeiro: Estimação do tamanho da região de difusão de elétrons.

- 7 de Março: Detectada a presença de sólitons na magnetopausa.

- 9 de Junho: Encontradas ondas whistler em um evento de reconexão magnética.

- 27 de Junho: Investigação de características das emissões de rádio provenientes da Terra.

- 11 de Agosto: Identificação simultânea de um par de pontos magnéticos nulos.

- 27 de Agosto: Avaliação de mecanismo físico de aceleração de íons de oxigênio em direção à magnetocauda.

- 5 de Dezembro: Comparação entre subtempestades magnéticas da Terra e de Júpiter.

2009
- 14 de Janeiro: Estimação da quantidade de hidrogênio que escapa naturalmente a cada ano da atmosfera terrestre.

- 25 de Março: Observação de turbulência na magnetobainha.

- 29 de Abril: Monitoramento do impacto de eventos solares extremos.

- 16 de Julho: Proposta de modelo de aquecimento do vento solar.

2010
- 20 de Janeiro: Medições simultâneas de reconexões magnéticas pelos quatro satélites da missão Cluster e pelo satélite TC-1 da missão Double Star.

- 11 de Março: Relação entre Ejeções de massa coronal e o aparecimento de elétrons de alta energia.

- 23 de Abril: Detecção de jatos de plasma de alta velocidade além da zona de choque em arco.

- 26 de Julho: Rastreamento de íons durante tempestades geomagnéticas.

2011
- 7 de Janeiro: Estudo conjunto das magnetopausas da Terra e de Vênus.

- 1 de Fevereiro: Características da região de aceleração da aurora.

- 4 de Julho: Investigação da aceleração de partículas energéticas na magnetosfera através da observação de jatos de plasma a alta velocidade.

- 6 de Setembro: Explicação do mecanismo das subtempestades geomagnéticas ultrarrápidas.

- 16 de Novembro: Determinação da espessura da zona de choque em arco.

2012
- 7 de Março: Estudo do fluxo de íons de oxigênio na Terra e em Marte.

- 5 de Junho: Investigação sobre a origem da aceleração de partículas nas cúspides polares.